# Gynoplistia bimaculata
Gynoplistia bimaculata là một loài ruồi trong họ Limoniidae. Chúng phân bố ở miền Australasia.